# شورای عالی سیاسی
شورای عالی سیاسی (عربی: المجلس السیاسی الأعلی)، یک هیئت اجرایی برای حکومت کردن بر یمن است که توسط انصارالله و حزب کنگرهٔ ملی خلق یمن تشکیل شده است. این شورا در ۲۸ ژوئیه سال ۲۰۱۶ تشکیل شد. شورای ریاست جمهوری متشکل از ۱۰ عضو است و به ریاست صالح مهدی المشاط به عنوان رئیس‌جمهور و قاسم لبزه به عنوان معاون رئیس‌جمهور است.شورای عالی سیاسی به عنوان رئیس دولت در یمن است و مدیریت امور دولت یمن را انجام می‌دهد و تلاش می‌کند خلاء سیاسی موجود در جنگ داخلی یمن را پر کند. هدف این شورا طراحی پایه‌هایی برای اداره کشور و مدیریت امور دولت بر اساس قانون اساسی موجود است.
همین‌طور این شورا عبد العزیز بن حبتور را به پست رئیس دولت در حکومت نجات ملی منصوب کرد.
اعضای شورا در ۱۴ اگوست ۲۰۱۶ سوگند خوردند و در ۱۵ اگوست  کمیتهٔ عالی انقلابی یمن قدرت را به این شورا واگذار کرد با این حال این شورا در سطح بین‌المللی به رسمیت شناخته نشده است.